# Északi összetett az 1924. évi téli olimpiai játékokon
Az  1924. évi téli olimpiai játékokon az északi összetett versenyszáma 18 kilométeres sífutásból és két sorozat sáncugrásból állt. A sífutást a 18 km-es versenyszámmal együtt rendezték február 2-án, a síugrást február 4-én tartották.
A versenyen hármas norvég siker született, az aranyérmet Thorleif Haug nyerte meg. A Magyarországot három sportoló képviselte. Déván István a síugrásban nem indult, Háberl Aladár sífutásban nem indult, míg Szepes Béla sífutásban nem ért célba, ezért mindegyikük helyezetlenül zárt.

## Éremtáblázat
(Az egyes számoszlopok legmagasabb értéke, vagy értékei vastagítással kiemelve.)
| Az 1924. évi téli olimpiai játékok éremtáblázata északi összetettben | Az 1924. évi téli olimpiai játékok éremtáblázata északi összetettben | Az 1924. évi téli olimpiai játékok éremtáblázata északi összetettben | Az 1924. évi téli olimpiai játékok éremtáblázata északi összetettben | Az 1924. évi téli olimpiai játékok éremtáblázata északi összetettben | Olimpia  |
| -------------------------------------------------------------------- | -------------------------------------------------------------------- | -------------------------------------------------------------------- | -------------------------------------------------------------------- | -------------------------------------------------------------------- | -------- |
|                                                                      | Ország                                                               | Arany                                                                | Ezüst                                                                | Bronz                                                                | Összesen |
| 1.                                                                   | Norvégia (NOR)                                                       | 1                                                                    | 1                                                                    | 1                                                                    | 3        |
|                                                                      |                                                                      |                                                                      |                                                                      |                                                                      |          |
| Összesen                                                             | Összesen                                                             | 1                                                                    | 1                                                                    | 1                                                                    | 3        |

## Érmesek
| Az 1924. évi téli olimpiai játékok érmesei északi összetettben | Az 1924. évi téli olimpiai játékok érmesei északi összetettben | Az 1924. évi téli olimpiai játékok érmesei északi összetettben |
| -------------------------------------------------------------- | -------------------------------------------------------------- | -------------------------------------------------------------- |
| Arany                                                          | Ezüst                                                          | Bronz                                                          |
| Thorleif Haug · Norvégia (NOR)                                 | Thoralf Stromstad · Norvégia (NOR)                             | Johan Grøttumsbråten · Norvégia (NOR)                          |

## Részt vevő nemzetek
A versenyen 9 nemzet 30 versenyzője vett részt.
- Csehszlovákia (TCH) (4)
- Egyesült Államok (USA) (4)
- Finnország (FIN) (2)
- Franciaország (FRA) (4)
- Lengyelország (POL) (2)
- Magyarország (HUN) (3)
- Norvégia (NOR) (4)
- Svájc (SUI) (4)
- Svédország (SWE) (3)

## Eredmények
A sífutás eredménye alapján pontszámokat kaptak a versenyzők. A két síugrás eredményét is pontban állapították meg, azonban a két ugrás átlaga számított az összesítésbe. Az összesített eredményt a sífutás után kapott pontszám, valamint a síugrás összesített eredményének átlaga jelentette.
Az időeredmények másodpercben, a távolságok eredményei méterben értendők.

### Sífutás
| Helyezés | Versenyző              | Nemzet                 | Időeredmény   | Pont          |
| -------- | ---------------------- | ---------------------- | ------------- | ------------- |
| 1.       | Thorleif Haug          | Norvégia (NOR)         | 1:14:31       | 20,000        |
| 2.       | Johan Grøttumsbråten   | Norvégia (NOR)         | 1:15:51       | 19,375        |
| 3.       | Thoralf Strømstad      | Norvégia (NOR)         | 1:17:03       | 18,750        |
| 4.       | Harald Økern           | Norvégia (NOR)         | 1:20:30       | 17,125        |
| 5.       | Josef Adolf            | Csehszlovákia (TCH)    | 1:25:29       | 14,625        |
| 6.       | Axel-Herman Nilsson    | Svédország (SWE)       | 1:31:17       | 11,625        |
| 7.       | Walter Buchberger      | Csehszlovákia (TCH)    | 1:32:32       | 11,000        |
| 8.       | Josef Bím              | Csehszlovákia (TCH)    | 1:33:08       | 10,750        |
| 9.       | Kléber Balmat          | Franciaország (FRA)    | 1:33:49       | 10,375        |
| 9.       | Peter Schmid           | Svájc (SUI)            | 1:33:34       | 10,375        |
| 11.      | Verner Eklöf           | Finnország (FIN)       | 1:34:11       | 10,250        |
| 12.      | Sigurd Overby          | Egyesült Államok (USA) | 1:34:56       | 9,875         |
| 13.      | Gilbert Ravanel        | Franciaország (FRA)    | 1:35:33       | 9,500         |
| 14.      | Xavier Affentranger    | Svájc (SUI)            | 1:36:36       | 9,000         |
| 15.      | Menotti Jakobsson      | Svédország (SWE)       | 1:37:10       | 8,750         |
| 16.      | Hans Eidenbenz         | Svájc (SUI)            | 1:39:51       | 7,375         |
| 17.      | Alexandre Girard-Bille | Svájc (SUI)            | 1:41:43       | 6,500         |
| 18.      | Franciszek Bujak       | Lengyelország (POL)    | 1:42:13       | 6,250         |
| 19.      | Sulo Jääskeläinen      | Finnország (FIN)       | 1:42:30       | 6,125         |
| 20.      | Andrzej Krzeptowski    | Lengyelország (POL)    | 1:43:02       | 5,750         |
| 21.      | Adrien Vandelle        | Franciaország (FRA)    | 1:43:58       | 5,375         |
| 21.      | Nils Lindh             | Svédország (SWE)       | 1:43:58       | 5,375         |
| 23.      | John Carleton          | Egyesült Államok (USA) | 1:45:49       | 4,375         |
| 24.      | Déván István           | Magyarország (HUN)     | 1:50:20       | 2,125         |
| 25.      | Anders Haugen          | Egyesült Államok (USA) | 1:55:04       | 0,000         |
| 25.      | Ragnar Omtvedt         | Egyesült Államok (USA) | 2:05:03       | 0,000         |
| –        | Szepes Béla            | Magyarország (HUN)     | nem ért célba | nem ért célba |
| –        | Otakar Německý         | Csehszlovákia (TCH)    | nem ért célba | nem ért célba |
| –        | Martial Payot          | Franciaország (FRA)    | nem ért célba | nem ért célba |

### Síugrás
| Helyezés | Versenyző              | Nemzet                 | 1. ugrás | 1. ugrás | 2. ugrás | 2. ugrás | Összesítés |
| Helyezés | Versenyző              | Nemzet                 | Távolság | Pont     | Távolság | Pont     | Összesítés |
| -------- | ---------------------- | ---------------------- | -------- | -------- | -------- | -------- | ---------- |
| 1.       | Thorleif Haug          | Norvégia (NOR)         | 42,5     | 17,291   | 44,0     | 18,333   | 17,812     |
| 2.       | Thoralf Strømstad      | Norvégia (NOR)         | 46,0     | 17,500   | 45,5     | 17,875   | 17,687     |
| 3.       | Harald Økern           | Norvégia (NOR)         | 44,5     | 16,791   | 47,0     | 18,000   | 17,395     |
| 4.       | Menotti Jakobsson      | Svédország (SWE)       | 42,5     | 16,791   | 41,0     | 17,000   | 16,895     |
| 5.       | Alexandre Girard-Bille | Svájc (SUI)            | 38,0     | 15,916   | 41,0     | 17,500   | 16,708     |
| 6.       | Sulo Jääskeläinen      | Finnország (FIN)       | 41,5     | 16,542   | 41,0     | 16,666   | 16,604     |
| 7.       | Axel-Herman Nilsson    | Svédország (SWE)       | 42,5     | 16,458   | 40,5     | 16,542   | 16,500     |
| 8.       | Johan Grøttumsbråten   | Norvégia (NOR)         | 44,5     | 16,375   | 39,5     | 16,291   | 16,333     |
| 9.       | Walter Buchberger      | Csehszlovákia (TCH)    | 40,5     | 16,125   | 39,5     | 16,375   | 16,250     |
| 10.      | Hans Eidenbenz         | Svájc (SUI)            | 36,5     | 14,708   | 41,5     | 16,458   | 15,583     |
| 11.      | Verner Eklöf           | Finnország (FIN)       | 37,0     | 14,750   | 37,0     | 15,083   | 14,916     |
| 12.      | Sigurd Overby          | Egyesült Államok (USA) | 40,0     | 14,500   | 39,5     | 14,625   | 14,562     |
| 13.      | Kléber Balmat          | Franciaország (FRA)    | 35,0     | 13,833   | 35,0     | 14,750   | 14,291     |
| 14.      | Peter Schmid           | Svájc (SUI)            | 34,5     | 14,291   | 33,0     | 13,833   | 14,062     |
| 15.      | Josef Bím              | Csehszlovákia (TCH)    | 33,0     | 12,833   | 36,0     | 14,000   | 13,416     |
| 16.      | Xavier Affentranger    | Svájc (SUI)            | 33,0     | 12,917   | 34,0     | 13,833   | 13,375     |
| 17.      | Andrzej Krzeptowski    | Lengyelország (POL)    | 32,5     | 13,041   | 33,0     | 13,583   | 13,312     |
| 18.      | Josef Adolf            | Csehszlovákia (TCH)    | 32,5     | 12,291   | 34,5     | 13,541   | 12,916     |
| 19.      | Gilbert Ravanel        | Franciaország (FRA)    | 31,0     | 11,833   | 33,0     | 13,417   | 12,625     |
| 20.      | Háberl Aladár          | Magyarország (HUN)     | 33,0     | 11,667   | 20,0     | 11,417   | 11,542     |
| 21.      | Anders Haugen          | Egyesült Államok (USA) | elesett  | 5,667    | 46,0     | 17,333   | 11,500     |
| 22.      | Adrien Vandelle        | Franciaország (FRA)    | 26,0     | 10,333   | 28,0     | 11,583   | 10,958     |
| 23.      | Szepes Béla            | Magyarország (HUN)     | 39,5     | 14,956   | elesett  | 6,000    | 10,478     |
| 24.      | John Carleton          | Egyesült Államok (USA) | elesett  | 6,666    | elesett  | 5,000    | 5,833      |
| 25.      | Ragnar Omtvedt         | Egyesült Államok (USA) | elesett  | elesett  | elesett  | elesett  | 0,000      |

### Összesítés
| Helyezés | Versenyző              | Nemzet                 | Sífutás       | Síugrás    | Összesítés |
| -------- | ---------------------- | ---------------------- | ------------- | ---------- | ---------- |
| Arany    | Thorleif Haug          | Norvégia (NOR)         | 20,000        | 17,812     | 18,906     |
| Ezüst    | Thoralf Strømstad      | Norvégia (NOR)         | 18,750        | 17,687     | 18,219     |
| Bronz    | Johan Grøttumsbråten   | Norvégia (NOR)         | 19,375        | 16,333     | 17,854     |
| 4.       | Harald Økern           | Norvégia (NOR)         | 17,125        | 17,395     | 17,260     |
| 5.       | Axel-Herman Nilsson    | Svédország (SWE)       | 11,625        | 16,500     | 14,063     |
| 6.       | Josef Adolf            | Csehszlovákia (TCH)    | 14,625        | 12,916     | 13,771     |
| 7.       | Walter Buchberger      | Csehszlovákia (TCH)    | 11,000        | 16,250     | 13,625     |
| 8.       | Menotti Jakobsson      | Svédország (SWE)       | 8,750         | 16,895     | 12,823     |
| 9.       | Verner Eklöf           | Finnország (FIN)       | 10,250        | 14,916     | 12,583     |
| 10.      | Kléber Balmat          | Franciaország (FRA)    | 10,375        | 14,291     | 12,333     |
| 11.      | Sigurd Overby          | Egyesült Államok (USA) | 9,875         | 14,562     | 12,219     |
| 11.      | Peter Schmid           | Svájc (SUI)            | 10,375        | 14,062     | 12,219     |
| 13.      | Josef Bím              | Csehszlovákia (TCH)    | 10,750        | 13,416     | 12,083     |
| 14.      | Alexandre Girard-Bille | Svájc (SUI)            | 6,500         | 16,708     | 11,604     |
| 15.      | Hans Eidenbenz         | Svájc (SUI)            | 7,375         | 15,583     | 11,479     |
| 16.      | Sulo Jääskeläinen      | Finnország (FIN)       | 6,125         | 16,604     | 11,365     |
| 17.      | Xavier Affentranger    | Svájc (SUI)            | 9,000         | 13,375     | 11,188     |
| 18.      | Gilbert Ravanel        | Franciaország (FRA)    | 9,500         | 12,625     | 11,063     |
| 19.      | Andrzej Krzeptowski    | Lengyelország (POL)    | 5,750         | 13,312     | 9,531      |
| 20.      | Adrien Vandelle        | Franciaország (FRA)    | 5,375         | 10,958     | 8,167      |
| 21.      | Anders Haugen          | Egyesült Államok (USA) | 0,000         | 11,500     | 5,750      |
| 22.      | John Carleton          | Egyesült Államok (USA) | 4,375         | 5,833      | 5,104      |
| 23.      | Ragnar Omtvedt         | Egyesült Államok (USA) | 0,000         | 0,000      | 0,000      |
| –        | Franciszek Bujak       | Lengyelország (POL)    | 6,250         | nem indult | –          |
| –        | Nils Lindh             | Svédország (SWE)       | 5,375         | nem indult | –          |
| –        | Déván István           | Magyarország (HUN)     | 2,125         | nem indult | –          |
| –        | Háberl Aladár          | Magyarország (HUN)     | nem indult    | 11,542     | –          |
| –        | Szepes Béla            | Magyarország (HUN)     | nem ért célba | 10,478     | –          |
| –        | Otakar Německý         | Csehszlovákia (TCH)    | nem ért célba | –          | –          |
| –        | Martial Payot          | Franciaország (FRA)    | nem ért célba | –          | –          |